# Cherbourg-Octeville
Cherbourg-Octeville ist eine Commune déléguée in der französischen Stadt Cherbourg-en-Cotentin mit 35.452 Einwohnern (Stand 1. Januar 2022) und war von 2000 bis 2015 der Zusammenschluss der Gemeinden Cherbourg (in der damaligen Größe) und Octeville im Département Manche in der Region Normandie. Mit dem Jahresbeginn 2016 haben sich Cherbourg-Octeville, Équeurdreville-Hainneville, La Glacerie, Querqueville und Tourlaville zu Cherbourg-en-Cotentin zusammengeschlossen.

## Toponymie
Höchstwahrscheinlich leitet sich Cherbourg vom skandinavischen kjarr = Sumpf und borg = Befestigung (vgl. Deutsch: Burg), ab. Vor der Wikingerzeit hieß Cherbourg auf Gallisch coriallum, das wahrscheinlich schon die gleiche Bedeutung hatte. Oder Cherbourg stammt aus dem angelsächsischen ker (Englisch: moor) und burgh (Englisch: town). Die Wurzel kjarr/ker ist auch anderswo in der Normandie zu finden, wie aus Villequier und Gonfreville-l’Orcher ersichtlich ist.
Octeville besteht aus dem skandinavischen Namen Otti (oder Otto) und aus der französischen Endung lateinischer Herkunft -ville (siehe auch Octeville-l’Avenel auch auf der Halbinsel Cotentin und Octeville-sur-Mer neben Le Havre).

## Geographie
Das Gebiet von Cherbourg-Octeville liegt auf der Halbinsel Cotentin. Im Osten liegt die Landschaft Val de Saire und im Westen La Hague.
Angrenzende Gemeinden waren Tourlaville, La Glacerie, Martinvast, Nouainville und Équeurdreville-Hainneville.

### Geologie

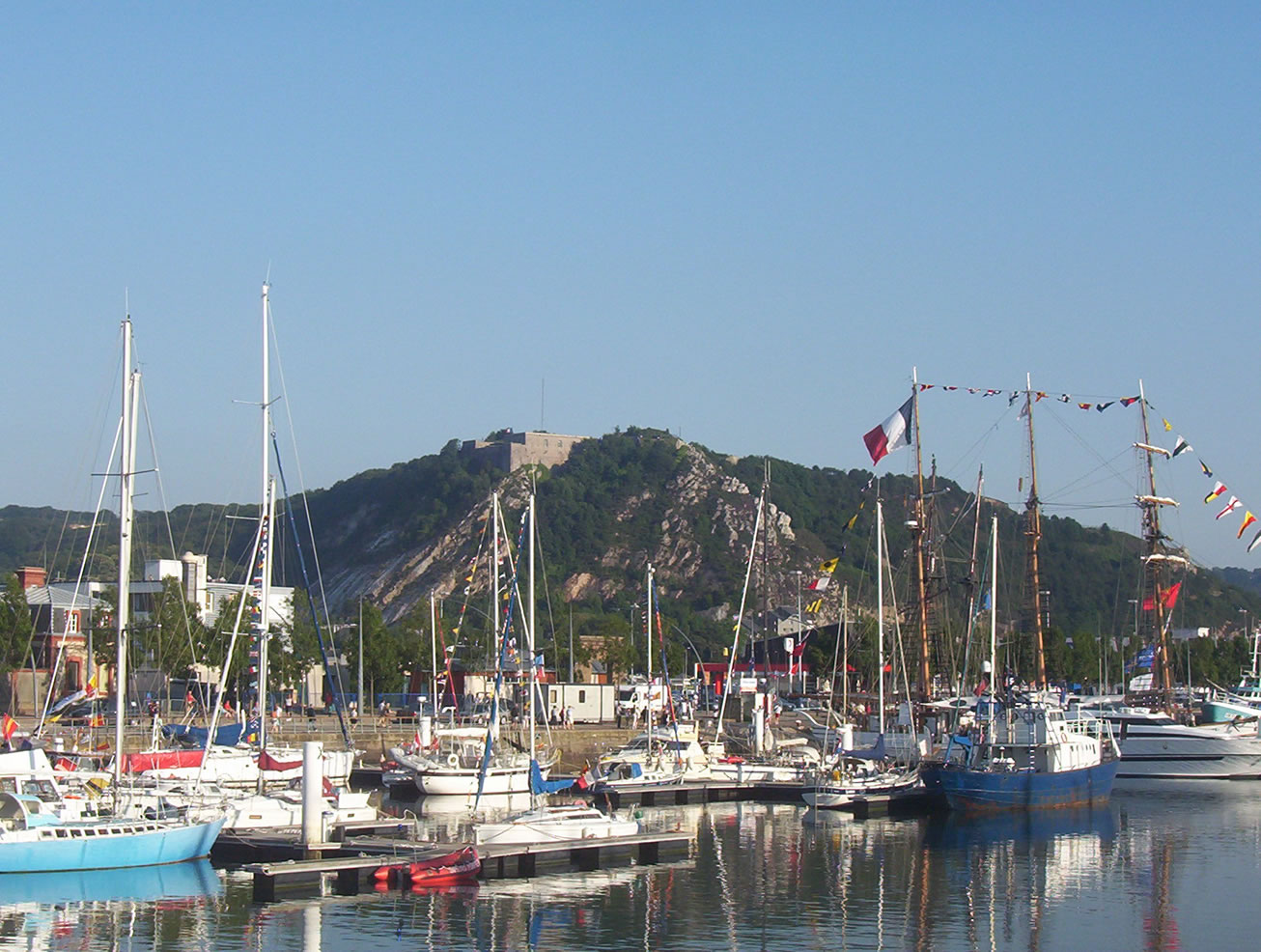
La Montagne du Roule das vom Kommerzbecken aus gesehen wird

Der felsige Untergrund der Reede besteht aus Schiefer aus dem Neoproterozoikum.
In La Glacerie wurde Schiefer aus dem Kambrium gewonnen. Nämlich haben die typischen Häuser in Cherbourg Fassaden aus Schiefer. Das Montagne du Roule, dessen Fallen 45° beträgt, besteht aus armorikanischem Sandstein. Der Sandstein wurde aus dem Ordovizium während der variszischen Orogenese gefaltet.

## Bevölkerung
| Jahr | Cherbourg | Octeville | gesamt |
| ---- | --------- | --------- | ------ |
| 1891 | 38.554    | 3.028     | 41.582 |
| 1896 | 40.783    | 3.352     | 44.135 |
| 1901 | 42.938    | 3.752     | 46.690 |
| 1906 | 43.837    | 4.077     | 47.914 |
| 1911 | 43.731    | 4.193     | 47.924 |
| 1921 | 38.281    | 4.017     | 42.298 |
| 1926 | 38.054    | 3.939     | 41.993 |
| 1931 | 37.461    | 4.054     | 41.515 |
| 1936 | 39.105    | 4.317     | 43.422 |

| Jahr | Cherbourg | Octeville | gesamt |
| ---- | --------- | --------- | ------ |
| 1946 | 40.042    | 4.606     | 44.648 |
| 1954 | 38.262    | 5.421     | 43.683 |
| 1962 | 37.486    | 6.247     | 43.733 |
| 1968 | 38.243    | 9.465     | 47.708 |
| 1975 | 32.536    | 15.977    | 48.513 |
| 1982 | 28.442    | 18.551    | 46.993 |
| 1990 | 27.121    | 18.120    | 45.241 |
| 1999 | 25.370    | 16.948    | 42.318 |
| 2007 | –         | –         | 40.288 |

## Geschichte

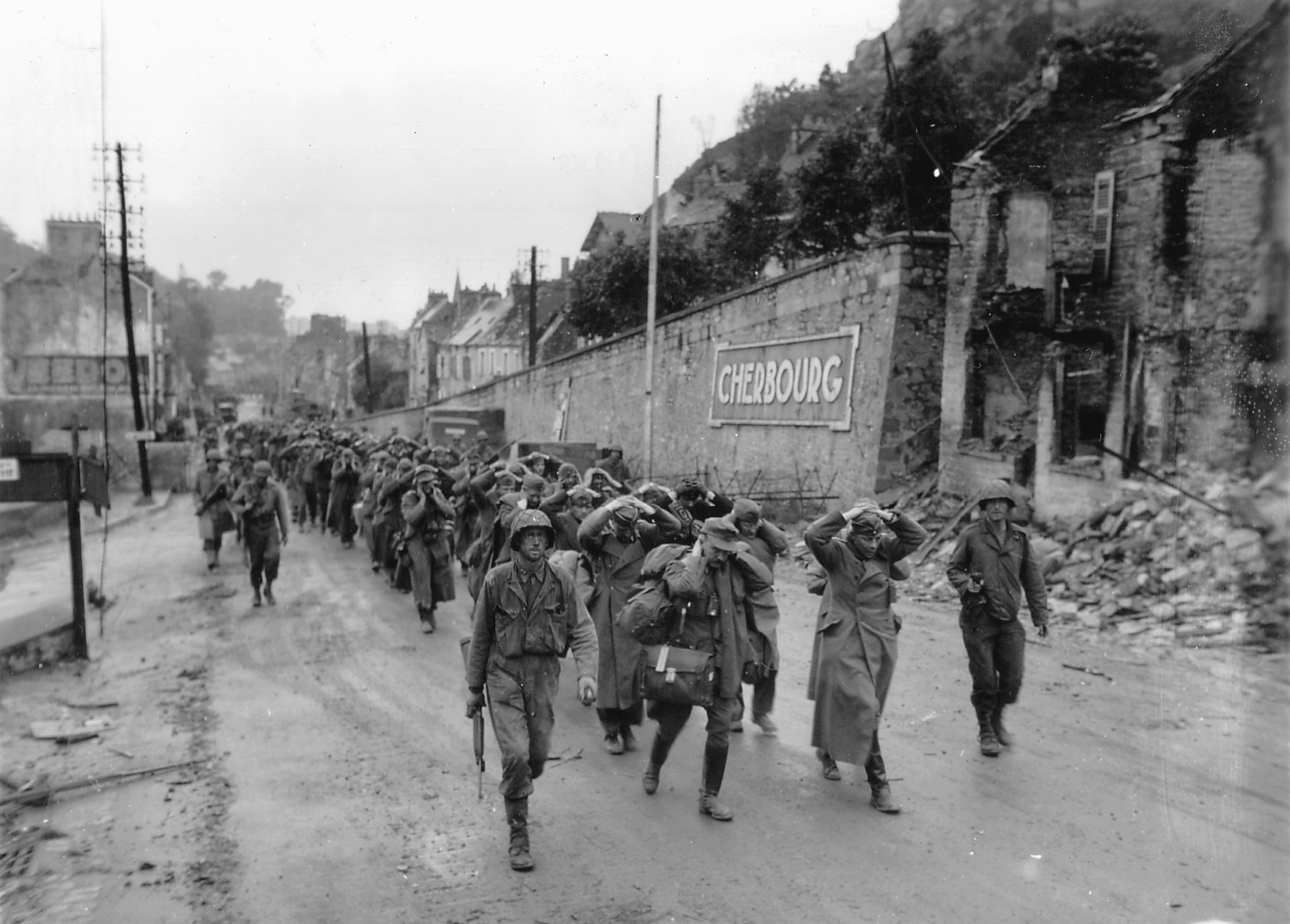
Deutsche Kriegsgefangene unter alliierter Bewachung in Cherbourg

Im Zweiten Weltkrieg war der Ort während der Landung der Alliierten in der Normandie einer der Stützpunkte an der sogenannten Utah Beach. Hier fand im Juni 1944 die Schlacht um Cherbourg statt.

## Wirtschaft und Infrastruktur
Cherbourg ist Endpunkt der Eisenbahnlinie Paris–Caen–Cherbourg, die 1858 eröffnet wurde.
Der Flughafen Cherbourg-Maupertus liegt elf Kilometer östlich von Cherbourg.
In Cherbourg endet seit 1824 die von Paris kommende Route nationale 13.
Im Norden befindet sich ein großer Seehafen (port de Cherbourg-en-Cotentin) für die Industrie, die französische Marine und Fähren. Ab Mitte Januar 2014 verkehrt vom Hafen Cherbourg nach Dublin erstmals eine Fährverbindung direkt in die irische Hauptstadt.
Im Quartier de la Divette (Viertel La Divette) befinden sich seit 2013 zwei Wärmepumpen von 1,092 MW jeweils, die die Meereswärme aus dem Kommerzbecken erschließen. Dadurch wird 84 % des Wärmebedarfs im Quartier de la Divette abgedeckt, der Rest (16 %) wird durch bereits existierende Gaskessel ergänzt. Es werden 1730 t CO2 pro Jahr vermieden.

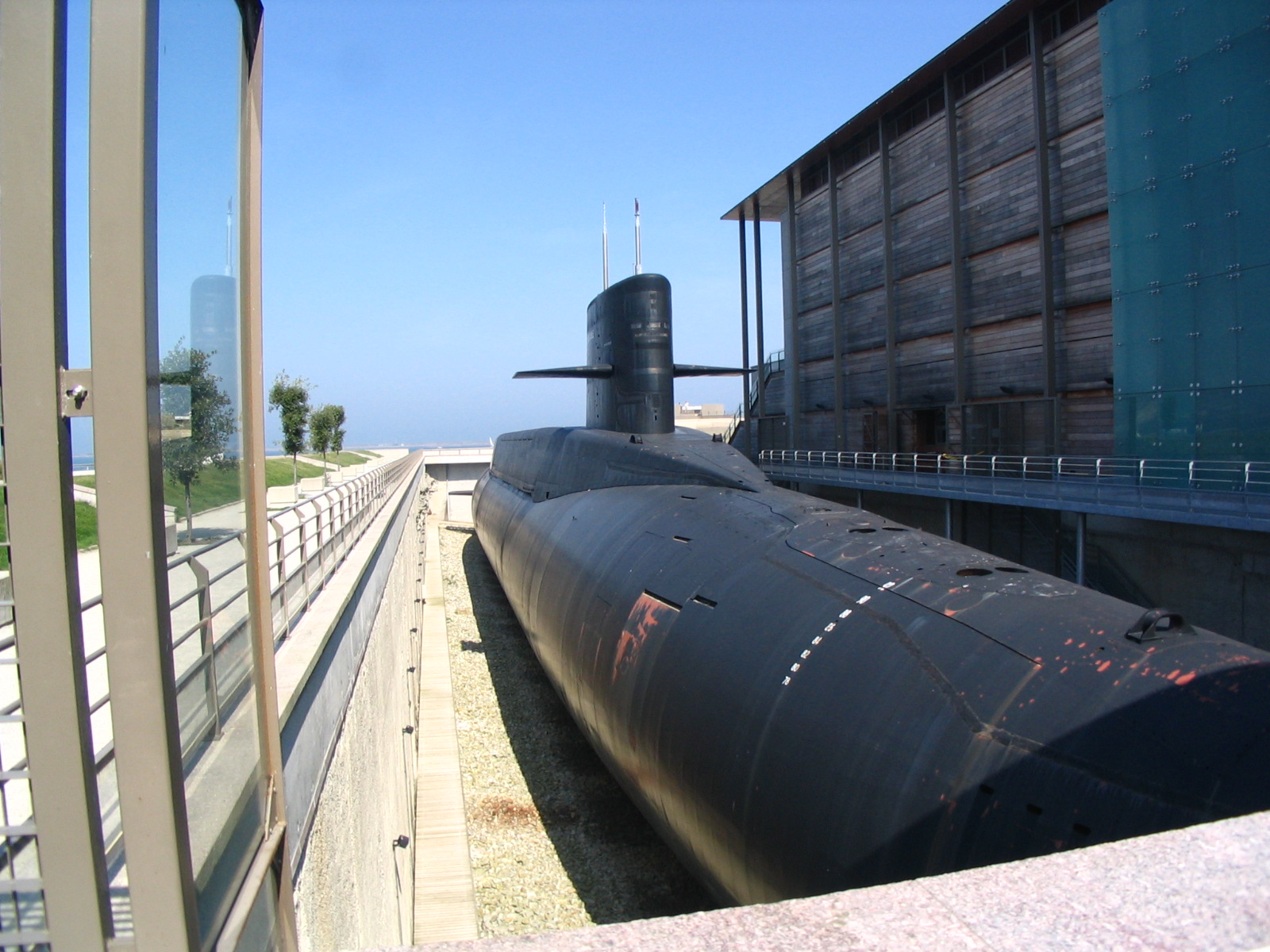
U-Boot Le Redoutable

## Partnerstädte
Es bestehen Städtepartnerschaften mit:
- Bremerhaven (Deutschland), seit 1961
- Poole (Vereinigtes Königreich), seit 1977
- Coubalan (Senegal), seit 2001
- Sarh (Tschad), seit 2001

## Söhne und Töchter
- Alfred Rossel (1841–1926), Liedermacher, Chansonnier und Komponist
- Joseph de Metz-Noblat (* 1959), römisch-katholischer Bischof von Langres
- Amaël Moinard (* 1982), Radrennfahrer
- Océane Sercien-Ugolin (* 1997), Handballspielerin
- Alice Robbe (* 2000), Tennisspielerin